# طینت
طینت از ریشهٔ «طان» به‌معنای جِبَلَّت و خلقت است. آقا جمال خوانساری طینت را جوهری می‌داند که آفرینشِ نَفْس از آن بوده و متناسب با عِلّیّین یا سِجّین است و ازاین‌رو به بدنِ مادی مربوط نمی‌شود. این واژه در احادیثِ شیعه نمود دارد و محتوای آن بر تفاوتِ ظاهری و دوگانگی در خلقتِ انسان‌هاست. براساسِ احادیثِ شیعه، طینت با کفر و ایمان و سرشت انسان‌ها مرتبط است. سه رویکرد دربارهٔ طینت وجود دارد: دستهٔ اول روایاتِ طینت را از نظر سندی یا متنی نقد، و بر اعتبارِ آنها خدشه وارد کرده‌اند؛ دستهٔ دوم این روایات را به‌خاطر تَقیّه می‌دانند و دستهٔ سوم این موضوع را هماهنگ با قرآن و دیگر احادیث دانسته و برای آن شرح و تفسیرِ عقلانی ارائه کرده‌اند.